# Tõnis Kasemets
Pas d'image ? Cliquez ici
Tõnis Kasemets, né le 17 mars 1974 à Pärnu, Estonie, est un coureur automobile estonien.
Il a émigré aux États-Unis en 1995 et a fait ses débuts en Formule Atlantic en 2004. En 2005, il s'est classé deuxième au championnat derrière le champion Charles Zwolsman. Il a fait ses débuts en Champ Car World Series en 2006 pour Rocketsports Racing.
Il a couru de nouveau en Formule Atlantic lors de la saison 2009 avec sa propre équipe. Il est pilote, mécanicien, ingénieur et camionneur pour son équipe. Il a terminé 5e de ce championnat 2009.